# Thomas Tharayil
Thomas Tharayil (ur. 2 lutego 1972 w Changanacherry) – indyjski duchowny syromalabarski, w latach 2017-2024 biskup pomocniczy Changanacherry, od 2024 arcybiskup metropolita Chaganacherry. 

## Życiorys
Święcenia kapłańskie przyjął 1 stycznia 2000 i został inkardynowany do archieparchii Changanacherry. Po kilkuletnim stażu wikariuszowskim odbył w Rzymie studia z psychologii. Po powrocie do kraju objął stanowisko dyrektora instytutu formacyjnego Danahalaya.
14 stycznia 2017 papież Franciszek zatwierdził jego wybór na pomocniczego eparchę Changanacherry i nadał mu biskupstwo tytularne Agrippias. Chirotonii biskupiej udzielił mu 23 kwietnia 2017 abp Joseph Perumthottam. 30 sierpnia 2024 ten sam papież zatwierdził jego wybór na arcybiskupa metropolitę Chagancaherry.